# Xã Loudon, Quận Fayette, Illinois
Xã Loudon (tiếng Anh: Loudon Township) là một xã thuộc quận Fayette, tiểu bang Illinois, Hoa Kỳ. Năm 2010, dân số của xã này là 954 người.